# Марія Терезія Австрійська-Тосканська
Марія Терезія Австрійська-Тосканська (нім. Maria Theresia von Österreich-Toskana; 18 вересня 1862, м. Болеславець, сучасна Польща — 10 травня 1933) — австрійська архикнягиня, дружина Карла Стефана Австрійського.
Повне ім'я — Марія Терезія Антуанетта Імакулята Жозефа Фердинанда Леопольдина Франциска Каролина Ізабела Аєлозія Христина Анна, архикнягиня Австрійська і принцеса Тосканська.
Була дочкою архикнязя Карла Сальватора Австрійсько-Тосканського та Марії Імакулати Бурбонської.
Одружилася з Карлом Стефаном 28 лютого 1886 року в Відні.

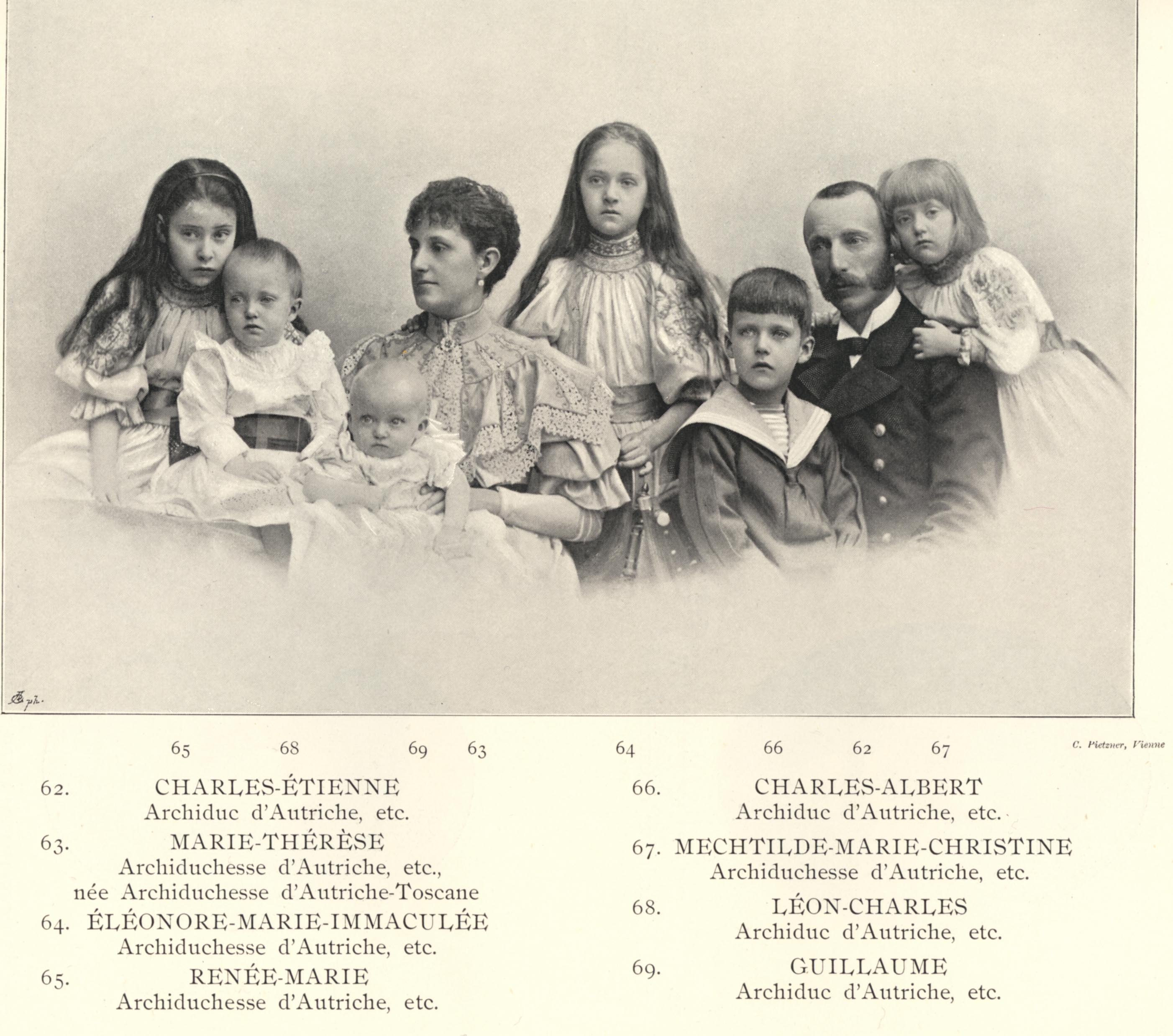
Марія Терезія з чоловіком і дітьми

Вони мали шестеро дітей:
- Елеонора (1886—1974) — одружилася в 1913 р. з Альфонсом фон Клосс.
- Рената Марія (1888—1935) — одружилася в 1909 р. Ієронимом Радзівілом.
- Карл Альбрехт (1888—1951) — був генерал-майором польської армії.
- Мехтільда (1891—1966) — одружилася в 1913 р. з Олґердом Чарторийським.
- Лео Карл (1893—1939) — одружився з Марією-Клотільдою Тюїльрі.
- Вільгельм Франц (1895—1948) — відомий як Василь Вишиваний, полковник УСС, поет.

## Нагороди
- Благородний орден Зоряного хреста (Австро-Угорщина);
- Великий хрест ордену Єлизавети (Австро-Угорщина);